# Ibbenbüren (Meteorit)
Koordinaten: 52° 17′ 0″ N, 7° 42′ 0″ O
Der Meteorit Ibbenbüren ist am 17. Juni 1870 westlich der Stadt Ibbenbüren im Tecklenburger Land niedergegangen.

## Einschlag und Fund

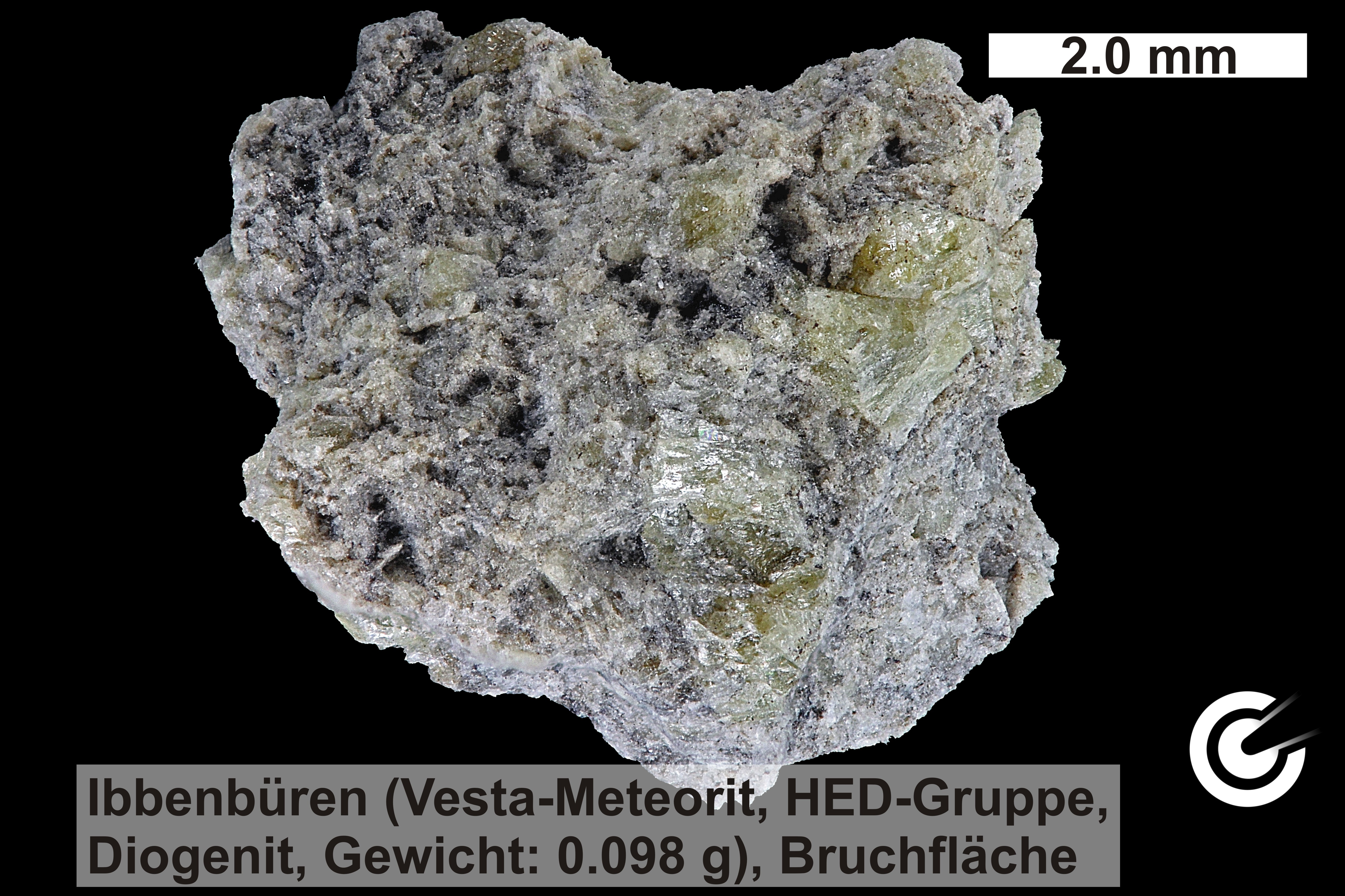
Detailansicht der Bruchfläche vom Meteorit Ibbenbüren

Mit „krachendem Getöse“, so haben es Zeitgenossen beschrieben, fiel um 14 Uhr am 17. Juni 1870 in Ibbenbüren ein Meteorit vom Himmel und schlug in der Nähe des Püsselbürener Dammes bei der heutigen Feuerwache ein. Damals lag dieses Gebiet noch weit vom Stadtgebiet entfernt und war kaum besiedelt.
Da der Fall bei klarem, sonnigen Wetter erfolgte, wurde der Meteorit bald darauf auf dem Feld gefunden. Heute ist weder der Finder noch die Fundstelle genau überliefert. Der erste bekannte Besitzer war der Münsteraner Professor für Mathematik und Astronomie Eduard Heis, der ihn am 6. November 1871 an das Mineralogische Museum in Berlin verkaufte. In dessen Besitz sollen sich heute noch Teile des Himmelskörpers befinden. Bereits 1898 tauchten Bruchstücke bei verschiedenen Museen auf. Im Ibbenbürener Bergbaumuseum befindet sich ein kleines Bruchstück des Meteoriten, welches 2003 durch Hans Röhrs zurück in den Fallort gelangt ist.
Der ursprüngliche Meteorit soll ein Gewicht von 2034 Gramm bei einer Dichte von 3,4 g/cm³ gehabt haben.